# All That Remains
Az All That Remains egy amerikai metalzenekar, a Massachusetts állambeli Springfieldből. 1998-ban alapították, a metalcore egyik úttörője. Ezidáig öt stúdióalbumuk és egy koncert DVD-jük jelent meg, összesen 800 000 darabot adtak el belőlük világszerte.
A zenekar jelenlegi tagjai: Oli Herbert gitáros, Mike Martin gitáros, Philip Labonte énekes, Jeanne Sagan basszusgitáros és a Diecast alapító dobosa, Jason Costa. Közülük csak Labonte és Herbert az alapító tag.
A metalcore egyik legnevesebb massachusettsi képviselője, a Killswitch Engage-dzsel, a Shadows Fall-lal, és az Unearthszel. Ezek a zenekarok a göteborgi dallamos death metal, a klasszikus amerikai thrash metal és a hardcore-punk egyesítésével hozták létre a ma metalcore-ként ismert zenei stílust, mely a korábbi hardcore/metalhoz képest sokkal több dallamot tartalmaz. A stílusban, akárcsak a thrash metalban, gyakoriak a hirtelen ritmusváltások, a gyors darálások, a kemény, gyors, erőteljes szólók. Az énekben hörgés is felfedezhető (bár ez az utóbbi lemezeikre kevésbé jellemző).

## Történet

### Az alapítás, debütáló album, és aThis Darkened Heart 1998-2005
Phil Labonte, az énekes, aki eredetileg a Shadows Fall frontembere, és a Somber Eyes to the Sky című lemezükön is énekelt. Megkérték, hogy lépjen ki a Shadows Fallból, zenei nézetbeli eltérések miatt. Phil ezek után teljesen az All That Remainsre koncentrált, amit eredetileg egy mellékprojektnek szánt. Philnek elég nagy ismeretsége volt, és olyan zenekarok támogatták, mint a Widow Sunday, Bury Your Dead és a Cannae. Az első lemezüket, a Behind Silence and Solitudet 2002. március 26-án jelentették meg a Prosthetic Recordsnál. Az album különbözött az addigi metalcore stílustól, sokkal több volt benne a melódia, ami a Death metalra emlékezteti az embereket. Ez volt az egyetlen lemez az eredeti felállással, Dan Egallal, Chris Bartletttel és Matt Deissel.
A második albumuk, a This Darkened Heart 2004. március 23-án jelent meg, szintén a Prosthetic Recordsnál. A producere a Killswitch Engage gitárosa, Adam Dutkiewicz volt. Három kislemez jelent meg az albumról, ezek: „This Darkened Heart”, „Tattered on My Sleeve” és „The Deepest Gray”. Mindháromhoz készítettek videót is.

### The Fall of Ideals (2006-2008)
A harmadik album, a The Fall of Ideals 2006. július 11-én jelent meg a Prosthetic Recordsnál. Szintén Adam Dutkiewicz volt a producere. Ez volt a zenekar áttörése, megjelent a Billboard 200-on is, a 75. helyen, majdnem 13 000 darabot adtak el belőle az első héten. A „This Calling” volt az első kislemez az albumról. Videót is készítettek hozzá, a Fűrészből kivágott jelenetekből, a szám a filmben is megjelent. Az album második kislemeze, a „The Air That I Breathe” volt. A zenekar a 2006-os Ozzfesten is megjelent. A „Six” című szám a Guitar Hero második részében is megjelent. 2007. június 20-án bejelentették, hogy a „The Fall of Ideals”-ból csak az Amerikai Egyesült Államokban több mint 100 000 példányt adtak el, ami azóta több mint 250 000-re nőtt. Ez a szám, az USA-t kivéve minden országban aranylemezzé való minősítéssel jár. 2007. november 30-án megjelent a DVD-jük, az All That Remains Live.
2008-ban saját turnéra indultak. Eredetileg a Five Finger Death Punch lett volna a másik zenekar, de Ivan Moodynak problémái támadtak, így helyettesítették a zenekart másokkal.

### Overcome (2008-2010)
A zenekar 2008 májusában meglátogatta a Audiohammer Studiost, hogy felvegyék a negyedik lemezt, ami el is készült, Jason Suecof producerrel. 2008. szeptember 16-án adták ki a lemezt. A kritikusok változó véleménnyel fogadták, szerintük az All That Remains túl „mainstream”-mé vált, és túlságosan sok hangsúlyt fektet a melodikus dallamokra, ahelyett, hogy technikás riffeket mutatnának. „Chiron” volt az első kislemez az albumról, majd a „Two weeks” követte, októberben. Ezt a kettőt le lehet tölteni a Rock Bandban, a „This Calling”-gal együtt.
2009. április 12-én bejelentették, hogy egy szám felvételén dolgoznak, ami a „Forever in Your Hands” akusztikus változata lett.
2009. október 7-én videót készítettek a „Forever in Your Hands”-hez.

### For We Are Many (2010-2011)
2010 áprilisában kezdték felvenni az új albumot, aminek szintén Adam Dutkiewicz lett a producere. A lemez 2010. október 12-én jelent meg. Az album 10. helyen debütált a Billboard 200-on, 29 000 eladott példánnyal az első héten. Augusztus 18-tól szeptember 6-ig ingyen le lehetett tölteni a korong címadó számát, a „For We Are Many”-t. A zenekar részt vett a Share the Welt Fall turnén, a Five Finger Death Punchcsal, a Hatebreeddel, és a Rainsszel.

### A War You Can Not Win (2012)
2012. január 25-én Philip Labonte Facebookon bejelentette, hogy a zenekar új anyagon dolgozik. Június 21-én bejelentették, hogy a lemez címe „A War You Can Not Win” lesz, és 2012 szeptemberében fog megjelenni. 2012 augusztus 13-án Philip Labonte feltöltötte a Down Through The Ages című számot YouTube-ra. A lemez megjelenésének időpontja pedig 2012. november 5-re változott.

## Tagok
Jelenlegi tagok
- Philip Labonte – vokál (1998-jelen)
- Oli Herbert – gitár (1998-jelen)
- Mike Martin – gitár (2004-jelen)
- Jason Costa – dobok (2007-jelen)
- Aaron Patrick – basszusgitár, háttérvokál (2015–jelen)

Alapító tagok
- Chris Bartlett – gitár (1998-2004)
- Michael Bartlett – dobok (1998-2006)
- Matt Deis – basszusgitár (2003-2004)
- Dan Egan – basszusgitár (1998-2003)
- Shannon Lucas – dobok (2006)
- Jeanne Sagan – basszusgitár, háttérvokál (2006-2015)

## Diszkográfia
Stúdióalbumok
- Behind Silence and Solitude
  - Megjelent: 2002. március 26.
  - Kiadó: Prosthetic
- This Darkened Heart
  - Megjelent: 2004. március 23.
  - Kiadó: Prosthetic
- The Fall of Ideals
  - Megjelent: 2006. július 11.
  - Kiadó: Prosthetic
  - Első héten eladott példányok száma: 13 000
  - Billboard 200-on elért legjobb helyezése: 75.
  - Eddig eladott példányok száma: 250 000
- Overcome
  - Megjelent: 2008. szeptember 16.
  - Kiadó: Prosthetic
- For We Are Many
  - Megjelent: 2010. október 12.
  - Kiadó: Prosthetic
  - Első héten eladott példányok száma: 29 000
  - Billboard 200-on elért legjobb helyezése: 10.
- A War You Cannot Win
  - Megjelent: 2012. november 6.
  - Kiadó:
  - Első héten eladott példányok száma:
  - Billboard 200-on elért legjobb helyezése:
- The Order of Things (2015)
- Madness (2017)
- Victim of the New Disease (2018)